# Південна провінція Пхьонан
Півде́нна прові́нція Пхьона́н (кор. 平安南道, 평안남도, Пхьонан-намдо) — провінція Корейської Народної Демократичної Республіки. Розташована на північному заході Корейського півострова, на заході Республіки. Омивається водами Жовтого моря. Утворена 1949 року на основі південної частини історичної провінції Пхьонан. Адміністративний центр — місто Пхьонсон. Скорочена назва — Пхьонан-Південь (кор. 平南, 평남, Пхьонам).

## Географія
На півночі провінція межує з провінціями Пхйонан-Пукто та Чагандо, на сході та південному сході — з провінціями Хамгйон-Намдо та Канвондо, на півдні — з провінцією Хванхе-Пукто та Пхеньян. Із заходу омивається Жовтим морем.

## Адміністративний поділ
Провінція поділена на:
- 1 особливе місто
- 5 міст (сі)
- 3 району (1 ку и 2 чігу)
- 19 повітів (кун).

### Міста
- Нампхо, особливе місто (남포 특급시; 南浦 特級市; засноване в 2004 році)
- Пхйонсон, столица провинции (평성시; 平城市; засноване в грудні 1969 року)
- Анджу (안주시; 安州市; засноване в серпні 1987 року)
- Кечхон (개천시, 价川市; засноване в серпні 1990 року)
- Сунчхон (순천시; 順川市; засноване в жовтні 1983 року)
- Токчхон (덕천시; 德川市; засноване в червні 1986 року)

### Райони
- Чхоннам (청남구; 清南區)
- Тикчан) (득장지구; 得場地區)
- Унгок (운곡지구; 雲谷地區)

### Повіти
- Чинсан (증산군; 甑山郡)
- Хвечхан (회창군; 檜倉郡)
- Менсан (맹산군; 孟山郡)
- Мундок (문덕군; 文德郡)
- Ончхон (온천군; 溫泉郡)
- Пукчхан (북창군; 北倉郡)
- Пхйонвон (평원군; 平原郡)
- Сінян (신양군; 新陽郡)
- Сончхон (성천군; 成川郡)
- Сукчхон (숙천군; 肅川郡)
- Техин (대흥군; 大興郡)
- Тедон (대동군; 大同郡)
- Инсан (은산군; 殷山郡)
- Яндок (양덕군; 陽德郡)

Нижче перераховані колишні повіти Пхйонан-Намдо, які увійшли до складу Нампхо в 2004 році:
- Чхолліма (천리마군; 千里馬郡)
- Кансо (강서군; 江西郡)
- Рйонган (룡강군; 龍岡郡)
- Теан (대안군; 大安郡)